# فريدا براون
فريدا براون (بالإنجليزية: Freda Brown)‏ هي ناشطة سياسية أسترالية، ولدت في 9 يونيو 1919 في سيدني في أستراليا، وتوفيت في 2009.